# 羟氯喹
羥氯喹（INN：hydroxychloroquine，HCQ）又稱羥氯奎寧、氫氧奎寧，常見商品名 Plaquenil（必賴克瘻、瘡寧與殲瘧），是一種用於預防和治療瘧疾的藥物，適用於瘧原蟲對氯喹仍敏感的地區。羥氯喹的其他用途包括治療類風濕性關節炎、全身性紅斑狼瘡和遲發性皮膚卟啉病。通常經由口服方式給藥，常見的處方化學形式是硫酸羥氯喹。
使用羥氯喹常見的副作用有嘔吐、頭痛、視力受損和肌肉無力。嚴重副作用有過敏反應、視網膜病變和心律不整。即便此藥物的所有風險尚無法完全排除，但在個體於懷孕期間仍可用於治療風濕性疾病。羥氯喹是一種抗瘧藥，隸屬於4-氨基喹啉藥物類別。羥氯喹與氯喹的區別為側鏈末端含羥基：其N-乙基的取代基被β-羥基化。
羥氯喹在1955年核准於美國治療使用。此藥物已名列世界衛生組織基本藥物標準清單中。在2017年美國最常用處方藥中排名第128，開立的處方箋數量超過500萬張以上。
研究曾探討羥氯喹在預防和治療COVID-19的潛力，但臨床試驗結果否定其療效，並指出可能存在危險副作用。另一方面，《刺胳針》雜誌曾因數據瑕疵而撤回一篇關於羥氯喹有害副作用的報告。將此藥物用於實驗性的COVID-19治療，反會影響需用此藥物進行相關既有治療的患者。

## 醫療用途
羥氯喹的分類屬於抗瘧疾藥，並在瘧疾的治療中使用多年。羥氯喹的藥代動力學與氯喹類似，能在胃腸道中被快速吸收並在腎臟中排泄。的醫療用途廣泛，涵蓋全身性紅斑狼瘡、類風濕性關節炎、遲發性皮膚卟啉病、乾燥症候群等風濕性疾病，以及Q型流感和特定類型的瘧疾。雖然羥氯喹被廣泛應用於原發性乾燥症候群治療，但證據顯示其效果有限。相反的，它也常用於治療萊姆病後關節炎，據信可能藉由其抗螺旋體門和抗炎性而發揮作用，這與治療類風濕性關節炎的機制相似。
羥氯喹是治療全身性紅斑狼瘡的一線藥物。但針對特定種類的瘧疾、對藥物產生抗性的瘧原蟲感染，以及病情複雜的瘧疾病例，則需採用不同的或是輔助性藥物進行治療。
體外羥氯喹治療調節性T細胞（Treg）的主要機制為減低皮膚對紫外線的敏感性，穩定溶酶體膜，抑制變性DNA與抗體結合、細胞免疫和補體活性。

## 不良反應
羥氯喹的治療指數較窄，代表毒性和治療劑量之間幾乎沒差異。最常見的不良反應是噁心、胃絞痛和腹瀉。其他常見的不良反應包括瘙癢。最嚴重的不良反應是影響眼睛，即使停用後，與劑量相關的視網膜病變仍會持續存在。其它研究中發現的嚴重神經精神不良反應包括激動、狂躁、失眠、幻覺、思覺失調、僵直、偏執、抑鬱和自殺傾向。在罕見情況下，羥氯喹與嚴重皮膚反應有關，如：史蒂芬斯-強森症候群、毒性表皮溶解症和嗜酸性粒细胞增多和全身性症狀的藥物反應。其它血液相關的異常，則有淋巴细胞减少症、嗜酸性细胞增多和非典型淋巴细胞增多症。
用於短期治療急性瘧疾，不良反應有腹部絞痛、腹瀉、心臟問題、食欲不振、頭痛、噁心和嘔吐。其他短期不良反應還有低血糖和QT間期延長。也發生過特異性過敏反應的案例。
用於長期治療全身性紅斑狼瘡或類風濕性關節炎，不良反應有急性症狀，以及眼內色素沈澱、青春痘、貧血、毛髮脫色、口腔和眼睛出現水泡、血球異常、心肌病變、抽搐、視力障礙、反射減弱、情緒變化和皮膚色素沈澱、聽力下降、蕁麻疹、搔癢、肝臟問題或肝衰竭、脫髮、肌肉麻痺、無力或萎縮、作惡夢、乾癬、閱讀困難、耳鳴、皮膚發炎和剝落、皮疹、眩暈、體重下降，和偶爾會出現尿失禁。若患者同時患有乾癬和紫質症，羥氯喹可能會將原本的病情加劇。
兒童可能特別容易出現羥氯喹過量的不良反應。
羥氯喹的毒性可能在眼睛的兩個不同區域顯現：角膜和黃斑部。

## 禁忌症
藥品仿單（藥品使用說明書）建議不要給已知對4-氨基喹啉化合物過敏的人開立處方。還有其他幾種禁忌症，若考慮用於治療某些合併患有心臟病、糖尿病或乾癬的患者時，需要謹慎。 

## 過量
羥氯喹過量使用的情況非常罕見，然而毒性卻相當劇烈。從其於1950年代中期上市以來，僅有8起已知的過量案例，其中3人不幸死亡。數據顯示氯化奎寧在成人過量時的死亡風險約為20%，而羥氯喹的毒性據估計比氯化奎寧低2到3倍。
過量服用羥氯喹後，通常在一小時內就會出現嚴重的徵兆和症狀。可能發生的情況有嗜睡、視力改變、癲癇發作、昏迷、呼吸中止，以及心臟問題（如心室顫動和低血壓）。視力喪失可能是永久性。此外，也可能出現低血鉀狀況，血鉀濃度可能降至1至2毫摩爾/升。循環系統也可能出現異常，例如QRS波群增寬和QT間期延長。

## 交互作用
該藥物會進入母乳。沒證據顯示個體在懷孕期間使用會對發育中的胎兒有害，因此在懷孕期間使用並非禁忌。
美國食品藥物管理局（FDA）針對羥氯喹的藥品標籤特別列出以下會發生交互作用的藥物：
- 地高辛（可能導致血清中地高辛濃度升高）
- 胰島素或抗糖尿病藥物（可能增強降血糖治療的效果）
- 延長QT間期的藥物，如美沙酮和其他致心律不整藥物，因為羥氯喹會延長QT間期，若同時使用可能會增加引發嚴重異常心律（心室性心律不整）的風險。[30]
- 美爾奎寧和其他已知會降低癲癇發作閾值的藥物（與其他已知會降低抽搐閾值的抗瘧疾藥物併用可能會增加抽搐風險）
- 抗癲癇藥（英语：Anticonvulsant）（同時使用可能會削弱抗癲癇活性）
- 胺甲蝶呤（合併使用尚未研究，可能增加副作用發生頻率）
- 環孢素（據報告，同時使用時血漿環孢素濃度會升高）。

## 作用機制
羥氯喹主要透過兩種機制提升抗原呈遞細胞的溶酶體pH值：作為弱鹼質子受體，以及干擾對其敏感的寄生蟲的血紅素胞吞作用和蛋白酶解，並抑制溶酶體酶的活性，導致溶酶體pH值顯著升高。醫界於2003年發現羥羥氯喹還能抑制類鐸受體（Toll樣受體） (TLR) 9家族的刺激，進而抑制先天免疫系統反應。
其抗瘧機制與奎寧類似，主要透過抑制血紅素結晶化，導致有毒血紅素在寄生蟲內累積而造成其死亡。
此外，羥氯喹還可能透過降低胰島素清除率、增加胰島素敏感性和促進胰島素釋放等多種機制而提升低血糖風險。

## 歷史
第一次世界大戰結束後，德國政府為應對瘧疾問題，開始尋找奎寧以外的治療方案。而於1934 年在拜耳實驗室服務的漢斯·安德薩格及其團隊發現氯化奎寧，一種與奎寧作用機制相同的合成藥物。:130–131到1947年，氯化奎寧開始在臨床上用於預防瘧疾。研究人員隨後致力於尋找結構上與氯化奎寧相似但效果更佳的化合物，最終發現羥氯喹。

### 化學合成
斯特林藥廠在1949年的一項專利申請書中首次將羥氯喹的合成方法公開。其合成的最後一步是 4,7-二氯喹與一種伯胺的反應，而該伯胺則由一個特定的氯代酮製備。

## 生產
市面上常見的羥氯喹是硫酸鹽形式，稱為硫酸羥氯喹。需要注意的是200毫克的硫酸鹽僅含155毫克的純羥氯喹。
市面上的商業品牌名稱有Plaquenil（必賴克瘻等譯名）、Hydroquin、Axemal（印度藥廠所產）、Dolquine、Quensyl和Quinoric。

### COVID-19疫情中的應用

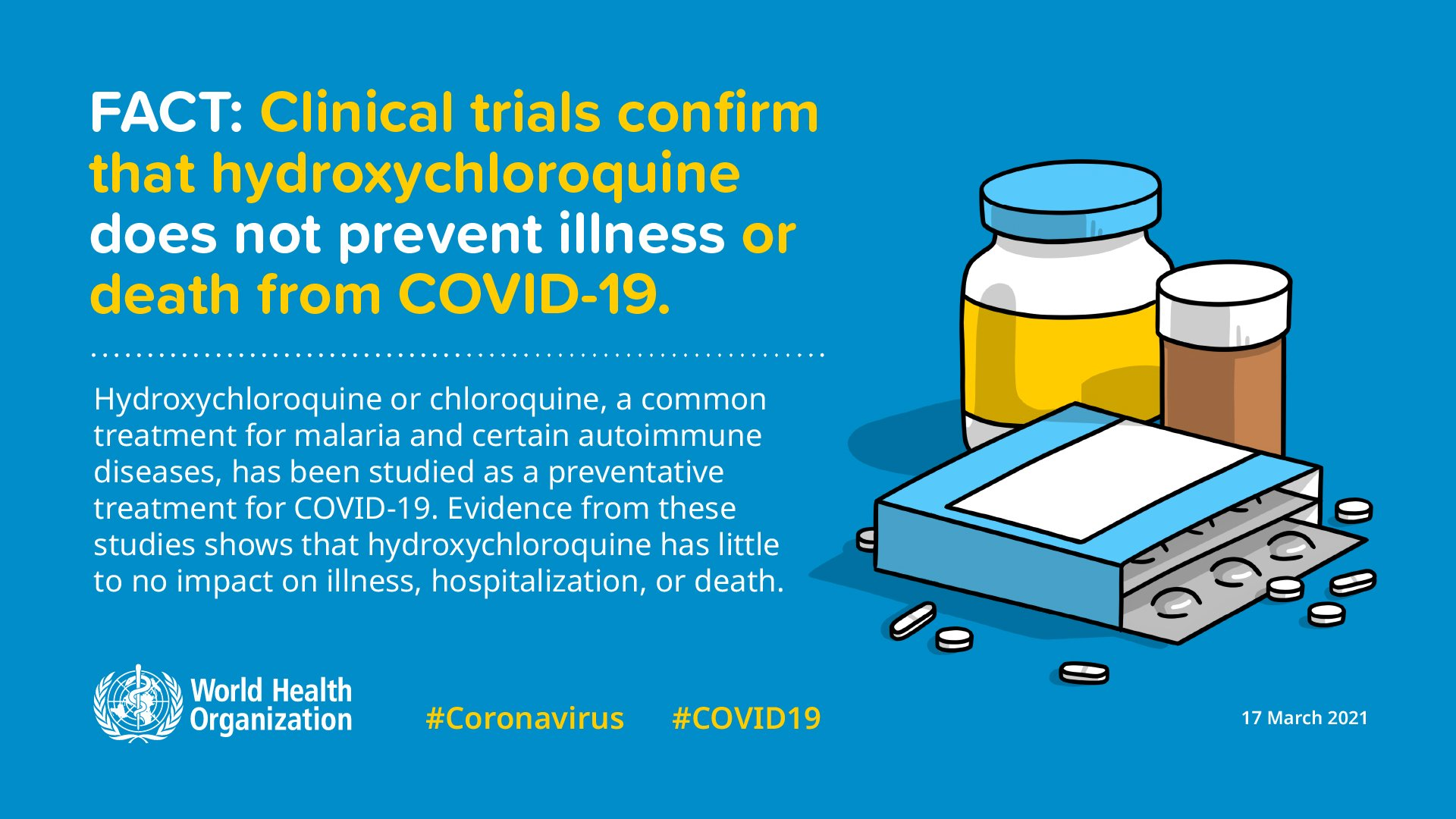
世界衛生組織（WHO）的資訊圖表明確表示羥氯喹不能用於預防COVID-19疾病或降低其死亡風險。

於COVID-19疫情期間，在中國和法國進行的小規模臨床實驗中，發現對治療2019冠狀病毒病似乎有效，但這個試驗非隨機分派，且因有明顯的選擇偏差，如：使用奎寧組，最終分析時排除的6人中，3人變成重症需使用呼吸器，1人死亡，反觀未使用奎寧組，沒人重症，沒人死亡，因以上研究的偏差，相關研究報告已被撤稿。
此外，臨床曾經意外發現到對於長期服用羥氯喹以治療全身性紅斑狼瘡患者沒罹患COVID-19案例，不過國外針對風濕病患者染上2019冠狀病毒病的註冊資料中，已發現定期服用奎寧類藥物的患者仍有人染病並死亡。
也有相關研究認為氯奎寧有阻斷病毒感染，調節免疫的作用，認為具有相似功效和毒性更大的氯化奎寧也能起到抑制新型冠狀病毒的作用，於是也投入到臨床治療應用中。
FDA與世界各地醫療機構目前正在評估其療效。
2020年4月中旬，来自巴西、法国和美国退伍军人医院的最新研究表明这种药物可能对冠状病毒患者没有帮助，甚至可能产生致命的副作用。
2020年5月18日，美國總統唐納·川普透露，自己已經定期服用抗疟疾的藥物「羥氯喹」以及鋅補充劑，以預防感染新型冠狀病毒（COVID-19病毒）。
2020年5月21日，巴西衛生部不理會部分專家警告，批准使用可能引起副作用的抗瘧疾藥物，包括"羥氯喹"，以治療感染新型冠狀病毒患者。在新指引下，病人在出現新型肺炎病徵時，可以同時使用抗瘧疾藥物及抗生素阿奇黴素，但患者或家屬必須簽署免責書，承認藥物可能引致潛在的副作用。
2020年5月22日，美国的曼迪普·梅拉（Mandeep R. Mehra）等3名科学家及美國小型分析公司Surgisphere總裁在国际医学杂志《刺胳針》上发表论文表示，对于全球多个国家9.6万多名因新冠病毒感染而入院治疗的患者的治疗分析发现，使用含有羥氯喹或氯化奎寧（同时使用或未使用大环内酯）的治疗方案，对于新型冠狀病毒感染患者的治疗无益处，相反，反而会增加室性心律失常和院内死亡的危险。这些发现表明此類药物不应在临床试验之外使用，需要从随机临床试验中紧急确认。然而在2020年6月4日，除提供數據的分析Surgisphere公司总裁之外的三位作者宣布他們無法保證原始數據來源的準確性，并宣布撤稿。。
2020年5月25日，WHO宣布，暂停羥氯喹作为潜在治疗新型冠状病毒感染的临床试验。。
2020年6月3日，WHO总干事谭德塞表示，在评估目前收集的羥氯喹试验病亡率数据后，"团结试验"数据安全和监控委员会建议无需修改试验方案，试验项目执行小组将恢復羥氯喹的治疗试验。
2020年6月3日，《新英格兰医学杂志》发表的研究表明，羥氯喹不能预防COVID-19，羥氯喹在预防新冠病毒感染方面并不比安慰剂更好，研究结果由821人参与的随机对照试验得出。
2020年6月15日，FDA以治疗效果不佳且副作用较大為由撤销羥氯喹治疗部分新冠病毒感染患者的紧急使用授权。
2020年7月4日，WHO以试验時無法緩解新冠病毒感染住院患者病亡率為由宣布停止羥氯喹试验。

## 外部連結
Template:Antirheumatic products